# خانه اصفهانیان
خانه اصفهانیان مربوط به اواخر دوره قاجار - اوایل دوره پهلوی است که در استان کاشان واقع شده‌است.
این اثر در تاریخ ۱۶ دی ۱۳۸۷ با شمارهٔ ثبت ۲۴۴۵۰ به عنوان یکی از آثار ملی ایران به ثبت رسیده‌است.